# Wakasa Yuji
Yuji Wakasa (sinh ngày 9 tháng 2 năm 1996) là một cầu thủ bóng đá người Nhật Bản.

## Sự nghiệp câu lạc bộ
Yuji Wakasa đã từng chơi cho Fukushima United FC.